# Ruth (Nevada)
Ruth é uma pequena comunidade não incorporada e região censitária. Foi fundada em 1903 como uma vila mineira, a mina ainda hoje permanece em atividade.

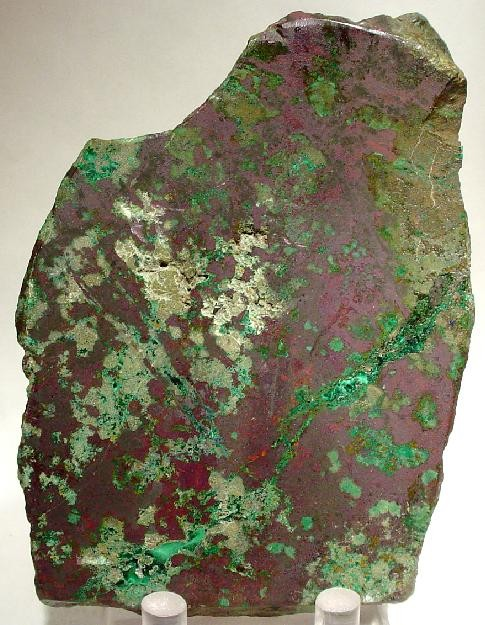
Malaquita e Cuprita num histórico exemplar de minério de cobre do Distrito Mineiro de Robinson, próximo de Ruth

## Demografia
Segundo o censo realizado em 2010, a região censitária de Ruth tinha 1669 habitantes (predominantemente masculina, 1406, havendo apenas 263 mulheres). Destes 118 tinham menos de 15 anos, enquanto 77 tinham mais de 65 anos.Em termos étnicos predominava a população branca (1244 habitantes, 74,5%), seguido pelos afro-americanos com 348 (20,9%).

## História
Ruth começou como um povoado de operários da  White Pine Copper Company em 1903 que explorava cobre. A origem do topónimo "Ruth" deve-se a Ruth McDonald, filha do proprietário original da mina.
Com a abertura da linha férrea  Nevada Northern Railway em 1906 houve um grande aumento da produção daquele minério. Em 1910, a localidade já estava localizada a uma pequena distância do local de origem. Ruth pertenceu depois à  Nevada Consolidated Copper Company: as casa pertencentes à mina e a própria cidade eram administradas pela empresa. Na localidade não podiam abrir nem saloons  e bordéis, mas existiam na comunidade vizinha de Riepetown.
Em 12 de julho de 1912, uma explosão de uma mina em Ruth, matou dez pessoas.
Em 1919, Ruth foi palco de uma disputa laboral quando os mineiros de cobre entraram em greve pedindo aumentos salariais. Se bem que alguns defendam qua a greve foi instigada pela  Industrial Workers of the World os líderes grevistas eram membros da Western Federation of Miners.
No inicio da Grande Depressão, Ruth tinha quase  2. 300 habitantes.
Nevada Consolidated Copper Co. passou para as mãos da Kennecott Copper Corporation em 1933.
Ruth deixou de ser uma "cidade companhia" em 1955 quando as casas foram vendidas à Companhia  John W. Galbreath. Aos ocupantes das casas foram dadas oportunidades para as casas que estavam arrendadas.
Em 1978, a empresa  Kennecott encerrou as minas em Ruth- e a cidade entrou em declínio. A escola primária encerrou em  1986.
BHP reabriu a mina em 1996. Entre 1996 e 1999, a linha férrea BHP Nevada Railroad estava sediada em mina. A mina voltou a encerrar em 1999.
Quadra FNX Mining reabriu a  Robinson Mine em 2004, e mantém em atividade em 2012..
Ruth é inspiração do romance de Stephen King, chamado Desperation.

## Pessoas notáveis
Charles H. Russell, 20.º governador de Nevada, trabalhou brevemente em Ruth cerca de 1927.
A antiga congressista  Helen Delich Bentley que representou o estado de  Maryland nasceu em Ruth.